# Linia kolejowa Opočno pod Orlickými horami – Dobruška
Linia kolejowa Opočno pod Orlickými horami – Dobruška – jednotorowa, regionalna i niezelektryfikowana linia kolejowa w Czechach. Łączy stacje Opočno pod Orlickými horami i Dobruška, w całości przebiegająca przez terytorium kraju hradeckiego.

## Ruch pociągów
W 2010 roku kursowanie pociągów pasażerskich ograniczono do jednej porannej pary pociągów, funkcjonującej w dni robocze.  
Linia objęta jest zasięgiem regionalnego systemu taryfowego IREDO.